# Pegomya
Genre
Synonymes
- Pegomyia Macquart, 1835[1]
- Petrmyia Albuquerque, 1954[1]
- Phoraea Robineau-Desvoidy, 1830[1]
- Phorea Macquart, 1835[1]

Pegomya est un genre de mouches, appelées aussi « pégomyes », de la famille des Anthomyiidae. Certaines espèces sont considérées comme des ravageurs à cause de leurs larves « mineuses », c'est-à-dire qui creusent des galeries dans le limbe des feuilles. Ce genre est parfois abusivement orthographié « Pegomyia ».

## Liste des espèces
Liste des espèces selon GBIF (6 mai 2022) :
- Pegomya abrollensis Michelsen, 2019
- Pegomya acisophalla Xue, 2003
- Pegomya acklandi (Suwa, 1974)
- Pegomya acutangulata Suwa, 1997
- Pegomya affinis Stein, 1898
- Pegomya agarici Griffiths, 1984
- Pegomya agilis Xue
- Pegomya aksayensis Fan & Wu, 1987
- Pegomya aldrichi Griffiths, 1983
- Pegomya alpigena (Pokorny, 1893)
- Pegomya alticola (Huckett, 1939)
- Pegomya amargosana Griffiths, 1982
- Pegomya angusticera Li & Deng, 1983
- Pegomya angusticerca Li & Deng, 1983
- Pegomya angustiventris (Stein, 1918)
- Pegomya aninotata (Huckett, 1939)
- Pegomya aniseta (Stein, 1907)
- Pegomya argacra Fan, 1982
- Pegomya argyrocephala (Meigen, 1826)
- Pegomya atlanis (Huckett, 1939)
- Pegomya atricauda (Ringdahl, 1944)
- Pegomya atricolor (Fallén, 1825)
- Pegomya atriplicia Robineau-Desvoidy, 1851
- Pegomya atriplicis Goureau, 1851
- Pegomya auctus (Harris, 1780)
- Pegomya aurapicalis Fan, 1982
- Pegomya auricolor Suwa, 1971
- Pegomya aurivillosa Fan & Chen, 1984
- Pegomya avida Hennig, 1973
- Pegomya avirostrata Fan, 1986
- Pegomya basichaeta Li, Liu & Fan, 1999
- Pegomya bella Stein, 1911
- Pegomya betae Curtis, 1847
- Pegomya bicolor Wiedemann, 1817
- Pegomya bifurcata Griffiths, 1983
- Pegomya bina Wiedemann, 1830
- Pegomya boletina (Dufour, 1840)
- Pegomya bruchi (Shannon & Del Ponte, 1926)
- Pegomya brunea Robineau-Desvoidy, 1830
- Pegomya brunicornis Robineau-Desvoidy, 1830
- Pegomya brunicosa Robineau-Desvoidy, 1830
- Pegomya brunnescens Wei, 1988
- Pegomya caesia (Stein, 1906)
- Pegomya calceata (Meigen, 1826)
- Pegomya calyptrata (Zetterstedt, 1846)
- Pegomya canariensis Michelsen, 1985
- Pegomya carduorum (Huckett, 1939)
- Pegomya carrerai Albuquerque, 1959
- Pegomya cedrica (Huckett, 1939)
- Pegomya centaureae Hennig, 1957
- Pegomya cerasi Robineau-Desvoidy, 1830
- Pegomya ceratostylata Suwa, 1997
- Pegomya chaetostigmata Zheng & Fan, 1990
- Pegomya chinensis Hennig, 1973
- Pegomya cincinnata Li & Deng, 1990
- Pegomya circumpolaris Ackland & Griffiths, 1983
- Pegomya clavellata Fan, 1982
- Pegomya cognata (Stein, 1920)
- Pegomya collomiae Griffiths, 1982
- Pegomya compressa Suwa, 1984
- Pegomya conformis Fallén, 1825
- Pegomya constricta Griffiths, 1982
- Pegomya convergens (Huckett, 1939)
- Pegomya crassicauda Stein, 1900
- Pegomya crassiforceps Griffiths, 1983
- Pegomya cricophalla Xue, 2003
- Pegomya crinilamella Fan & Qian, 1988
- Pegomya crinisterna Fan, Fan & Ma
- Pegomya crinisternita Fan, Fan & Ma, 1988
- Pegomya cunicularia (Rondani, 1866)
- Pegomya curviphallis (Michelsen, 2006)
- Pegomya cyclicans (Pandellé, 1900)
- Pegomya cygnicollina Griffiths, 1971
- Pegomya defecta Huckett, 1966
- Pegomya densipilosa Li & Deng
- Pegomya dentella Li & Deng, 1983
- Pegomya depressiventris (Zetterstedt, 1845)
- Pegomya deprimata (Zetterstedt, 1845)
- Pegomya dichaetomyiola Fan, 1982
- Pegomya dictenata Deng & Li, 1988
- Pegomya diplothrixa Li, Liu & Fan, 1999
- Pegomya dissidens Huckett, 1966
- Pegomya disticha Griffiths, 1983
- Pegomya dorsimaculata (Wulp, 1896)
- Pegomya dulcamarae (Wood, 1913)
- Pegomya elongata (Wulp, 1896)
- Pegomya emeinigra Deng, Li & Sun
- Pegomya euphorbiae (Kieffer, 1909)
- Pegomya exilis Meigen, 1826
- Pegomya falciforcipis Suwa, 1971
- Pegomya figulina (Rondani, 1871)
- Pegomya flava (Robineau-Desvoidy, 1830)
- Pegomya flaviantennata Griffiths, 1984
- Pegomya flavifrons (Walker, 1849)
- Pegomya flavipes Robineau-Desvoidy, 1830
- Pegomya flaviprecoxa Li & Deng, 1983
- Pegomya flaviventris Griffiths, 1983
- Pegomya flavoscutellata (Zetterstedt, 1837)
- Pegomya fodiens (Hendel, 1925)
- Pegomya folifera Li & Deng, 1983
- Pegomya fulgens (Meigen, 1826)
- Pegomya fumipennis (Huckett, 1939)
- Pegomya furva (Ringdahl, 1938)
- Pegomya fuscinata (Tiensuu, 1939)
- Pegomya geniculata (Bouché, 1834)
- Pegomya gilvoides Griffiths, 1983
- Pegomya glabra (Stein, 1920)
- Pegomya glabroides Michelsen, 2008
- Pegomya gouraldi Robineau-Desvoidy, 1851
- Pegomya grahami Michelsen & Ackland, 2009
- Pegomya granadensis Ackland, 1977
- Pegomya guizhouensis Wei, 1988
- Pegomya haemorrhoum Zetterstedt, 1837
- Pegomya hamatacrophalla Li & Deng, 1983
- Pegomya hamtacrophalla Li & Deng, 1983
- Pegomya hernandezi Snyder, 1957
- Pegomya heteroparamera Zheng & Fan, 1990
- Pegomya himalaica Suwa, 1984
- Pegomya hiroshii Suwa, 1984
- Pegomya hirticauda Huckett, 1966
- Pegomya holmgreni (Boheman, 1858)
- Pegomya holosteae Hering, 1924
- Pegomya holosteae Meigen
- Pegomya huanglongensis Deng & Li, 1993
- Pegomya humeralis (Robineau-Desvoidy, 1830)
- Pegomya humeralis (Roser, 1840)
- Pegomya hybernae Michelsen, 1987
- Pegomya hyoscyami Meigen, 1809
- Pegomya hyoscyami Panzer, 1809
- Pegomya hyperparasitica Deyrup, 1989
- Pegomya icterica (Holmgren, 1872)
- Pegomya incisiva (Stein, 1906)
- Pegomya incrassata (Stein, 1907)
- Pegomya indicta (Huckett, 1939)
- Pegomya intermedia (Meigen, 1826)
- Pegomya interruptella (Zetterstedt, 1855)
- Pegomya japonica Suwa, 1974
- Pegomya jynx (Séguy, 1926)
- Pegomya kali Suwa, 1997
- Pegomya kiangsuensis (Fan, 1964)
- Pegomya kodiakana Huckett, 1965
- Pegomya kuankuoshuiensis Wei, 1988
- Pegomya kumari Suwa, 1984
- Pegomya kusigematii Suwa, 1974
- Pegomya lageniforceps Xue, 2003
- Pegomya laminata (Ringdahl, 1951)
- Pegomya laterisetata Deng & Li, 1988
- Pegomya lateropunctata Michelsen, 1985
- Pegomya laticornis (Fallén, 1825)
- Pegomya latifrons Suwa, 1984
- Pegomya lhasaensis Zhong, 1985
- Pegomya limbatella (Rondani, 1877)
- Pegomya longiseta (Karl, 1943)
- Pegomya longshanensis Wei, 1988
- Pegomya lucidae Michelsen, 1987
- Pegomya lurida (Zetterstedt, 1846)
- Pegomya lutaepiculis Deng & Li, 1988
- Pegomya luteapiculis Deng & Li, 1988
- Pegomya lycii Fan, 1991
- Pegomya lyneborgi Ackland, 1977
- Pegomya lyrura Fan, 1982
- Pegomya macalpinei Griffiths, 1983
- Pegomya macra (Meigen, 1838)
- Pegomya macrophthalma Griffiths, 1984
- Pegomya maculata (Stein, 1906)
- Pegomya magdalenensis Griffiths, 1982
- Pegomya magnicercalis Wei, 1988
- Pegomya mallochi (Huckett, 1939)
- Pegomya manicata (Schnabl, 1915)
- Pegomya maniceiformis Feng, Liu & Zhou, 1984
- Pegomya mediarmata Zheng & Xue, 2002
- Pegomya medogensis Fan & Chen, 1984
- Pegomya melatrochanter Li & Deng, 1983
- Pegomya meniscoides Li & Deng
- Pegomya meridiana (Villeneuve, 1923)
- Pegomya minuta (Malloch, 1918)
- Pegomya minutisetaria Zhong, 1985
- Pegomya mirabifurca (Cui, Li & Fan, 1993)
- Pegomya moehringiae Hennig, 1957
- Pegomya myoidae (Robineau-Desvoidy, 1830)
- Pegomya nagendrai Suwa, 1984
- Pegomya neomexicana Griffiths, 1983
- Pegomya neopalposa Snyder, 1957
- Pegomya nervicincta (Stein, 1911)
- Pegomya nigra Suwa, 1974
- Pegomya nigricrus Suwa, 1984
- Pegomya nigrifrons (Macquart, 1835)
- Pegomya nigripraepeda Feng, 2006
- Pegomya nigriprefemora Li & Deng, 1984
- Pegomya nigrispiraculi (Fan, 1993)
- Pegomya nigrisquama (Stein, 1888)
- Pegomya notabilis (Zetterstedt, 1846)
- Pegomya nudiapicalis Li & Deng, 1988
- Pegomya oligochaita Deng & Li, 1988
- Pegomya orientis Suwa, 1974
- Pegomya pachura Fan, 1982
- Pegomya palaestinensis Hennig, 1973
- Pegomya pallidoscutellata (Zetterstedt, 1852)
- Pegomya paratunicata Hennig, 1973
- Pegomya petasitae Griffiths, 1982
- Pegomya phyllioidea (Robineau-Desvoidy, 1830)
- Pegomya phyllostachys (Fan, 1964)
- Pegomya pliciforceps (Fan, 1982)
- Pegomya poeciloptera Malloch, 1921
- Pegomya polygoni (Kaltenbach, 1864)
- Pegomya pompalis (Villeneuve, 1927)
- Pegomya pribilofensis Huckett, 1965
- Pegomya prisca (Michelsen, 2006)
- Pegomya prominens (Stein, 1907)
- Pegomya provecta (Villeneuve, 1923)
- Pegomya pseudobicolor Griffiths, 1982
- Pegomya pulchripes (Loew, 1857)
- Pegomya quadralis Huckett, 1965
- Pegomya quadripuncta (Karl, 1940)
- Pegomya quadrivittata (Karl, 1935)
- Pegomya quadrivittoides Zhong, 1985
- Pegomya ramularis Suwa, 1997
- Pegomya rarifemoriseta Li & Deng, 1983
- Pegomya remissa Huckett, 1965
- Pegomya revolutiloba Zheng & Fan, 1990
- Pegomya rhagolobos Li & Deng
- Pegomya rimans (Rondani, 1871)
- Pegomya ringdahli Michelsen, 2015
- Pegomya robusta Suwa, 1974
- Pegomya rubivora (Coquillett, 1897)
- Pegomya rubriceps Huckett
- Pegomya rubrivaria Huckett, 1967
- Pegomya rufescens (Stein, 1898)
- Pegomya ruficauda (Ringdahl, 1953)
- Pegomya ruficeps (Zetterstedt, 1837)
- Pegomya rufina Fallén, 1825
- Pegomya rugulosa Zetterstedt, 1845
- Pegomya rumicifoliae Huckett, 1941
- Pegomya rumicis Robineau-Desvoidy, 1851
- Pegomya rutila (Stein, 1909)
- Pegomya sagehenensis Huckett, 1967
- Pegomya saximontana Griffiths, 1983
- Pegomya scapularis Zetterstedt, 1846
- Pegomya scutellaris (Robineau-Desvoidy, 1830)
- Pegomya seitenstettensis (Strobl, 1880)
- Pegomya semiannula Li & Deng
- Pegomya semicircula Li, Liu & Fan, 1999
- Pegomya setaria Meigen, 1826
- Pegomya setibasis Huckett, 1965
- Pegomya setifemur Suwa, 1984
- Pegomya sexpunctata Karl
- Pegomya sharmai Suwa, 1984
- Pegomya silacea (Meigen, 1830)
- Pegomya silvicola Huckett, 1966
- Pegomya simplex Griffiths, 1982
- Pegomya simpliciforceps Li & Deng, 1983
- Pegomya sinosetaria (Fan & Zheng, 1993)
- Pegomya sitiens Huckett, 1939
- Pegomya skulei Michelsen, 2008
- Pegomya sobria (Albuquerque & Couri, 1981)
- Pegomya sociella Stein, 1906
- Pegomya solennis (Meigen, 1826)
- Pegomya sombrina Huckett, 1966
- Pegomya spatulans Deng, Li & Sun
- Pegomya spinaciae (Holmgren, 1880)
- Pegomya spinulosa Fan, 1982
- Pegomya spiraculata Suwa, 1974
- Pegomya stagnalis Griffiths, 1982
- Pegomya steini (Hendel, 1925)
- Pegomya striata (Stein, 1920)
- Pegomya suaedae (Hering, 1927)
- Pegomya subapicalis Feng, Liu & Zhou, 1984
- Pegomya sublurida Hsue, 1981
- Pegomya subnigra Suwa, 1997
- Pegomya syabrui Suwa, 1997
- Pegomya tabida (Meigen, 1826)
- Pegomya taiwanensis Suwa, 1984
- Pegomya tarsadisca (Snyder, 1952)
- Pegomya temperata (Meigen, 1826)
- Pegomya tenera (Zetterstedt, 1837)
- Pegomya tenuiramula Ge, Li & Fan, 1988
- Pegomya terebrans (Rondani, 1866)
- Pegomya terminalis (Rondani, 1866)
- Pegomya testacea (De Geer, 1776)
- Pegomya thapai Suwa, 1984
- Pegomya tinctisquama (Huckett, 1939)
- Pegomya transcaspica Hennig, 1973
- Pegomya transgressa (Zetterstedt, 1846)
- Pegomya transversa (Fallén, 1825)
- Pegomya transversaloides Schnabl
- Pegomya tridens (Bigot, 1885)
- Pegomya trifumosa Snyder, 1957
- Pegomya tuberculata (Ringdahl, 1951)
- Pegomya ulmaria (Rondani, 1866)
- Pegomya umbripennis Huckett, 1966
- Pegomya unicolor (Stein, 1898)
- Pegomya unilongiseta Deng & Li, 1988
- Pegomya unimediseta Deng & Li, 1988
- Pegomya utahensis Griffiths, 1982
- Pegomya valgenovensis Hennig, 1973
- Pegomya vanduzeei Malloch, 1919
- Pegomya variegata (Huckett, 1939)
- Pegomya varipes (Pokorny, 1889)
- Pegomya ventralis (Stein, 1906)
- Pegomya vera Suwa, 1974
- Pegomya versicolor (Meigen, 1826)
- Pegomya vicaria (Huckett, 1939)
- Pegomya vittigera (Zetterstedt, 1837)
- Pegomya vittithorax (Stein, 1908)
- Pegomya winthemi Meigen, 1826
- Pegomya wygodzinskyi (Albuquerque, 1954)
- Pegomya yunnanensis Xue, 2001
- Pegomya yushuensis Fan, 1986
- Pegomya zonata (Zetterstedt, 1837)